# Геллеш, Рудольф
Рудо́льф Ге́ллеш (нем. Rudolf Gellesch; 1 мая 1914, Гельзенкирхен, Пруссия — 20 августа 1990, Кассель) — немецкий футболист и футбольный тренер, играл на позиции нападающего. Участник чемпионата мира 1938 года.

## Биография

### Клубная карьера
В юности играл на позиции вратаря, но затем переквалифицировался в нападающего. Геллеш большую часть карьеры играл за «Шальке 04» и его карьера совпала с золотой эрой гельзенкирхенского клуба. В составе «горняков» он выиграл 6 чемпионских титулов, 11 раз вестфальскую Гаулигу и Кубок Германии в 1937 году. В 1944 году на его счету было более 180 матчей за «Шальке 04» и затем в разгар Второй мировой войны чемпионат Германии был приостановлен.
После окончания войны в течение четырёх сезонов играл за «Люббекке». В 1950 году перешёл в трирский «Айнтрахт», в котором в 1951 году завершил карьеру.

### Карьера в сборной
Дебютировал за сборную Германии 18 августа 1935 года в матче со сборной Люксембурга — Германия выиграла со счётом 1:0. Он был членом олимпийской сборной Германии на олимпийском футбольном турнире 1936 года, но на поле не выходил.
Входил в состав сборной Германии на чемпионате мира 1938 года, где сыграл в матче со сборной Швейцарии — матч завершился вничью со счётом 1:1. Всего за сборную Германии Геллеш сыграл 21 матч и забил 1 гол.

### Тренерская карьера
По окончании карьеры работал главным тренером трирского «Айнтрахта». Затем с 1952 по 1955 год возглавлял «Гессен».

### Смерть
Скончался 20 августа 1990 года в Касселе в возрасте 76 лет.

## Достижения
«Шальке 04»
- Чемпион Германии (6): 1933/34, 1934/35, 1936/37, 1938/39, 1939/40, 1941/42
- Обладатель Кубка Германии (1): 1937
- Победитель Гаулиги (Вестфалия)[англ.] (11): 1934, 1935, 1936, 1937, 1938, 1939, 1940, 1941, 1942, 1943, 1944